# Quercus (Umweltschutzorganisation)
Quercus, Associação Nacional de Conservação da Natureza, ist eine portugiesische Nichtregierungsorganisation im Bereich Umweltschutz. Sie hat ihren Sitz im Bairro do Calhau in der Hauptstadt Lissabon, im Waldpark Parque Florestal de Monsanto. Der Verein hat ein Gesamtbudget von etwa 1,5 Mio. Euro und finanziert sich zu einem Großteil aus Spenden.
Die als gemeinnützig anerkannte, parteipolitisch unabhängige Organisation Quercus wurde in Erinnerung an die lateinische Bezeichnung für die in Portugal in ihrem Bestand bedrohten Eichen, Steineichen und Korkeichen gewählt.

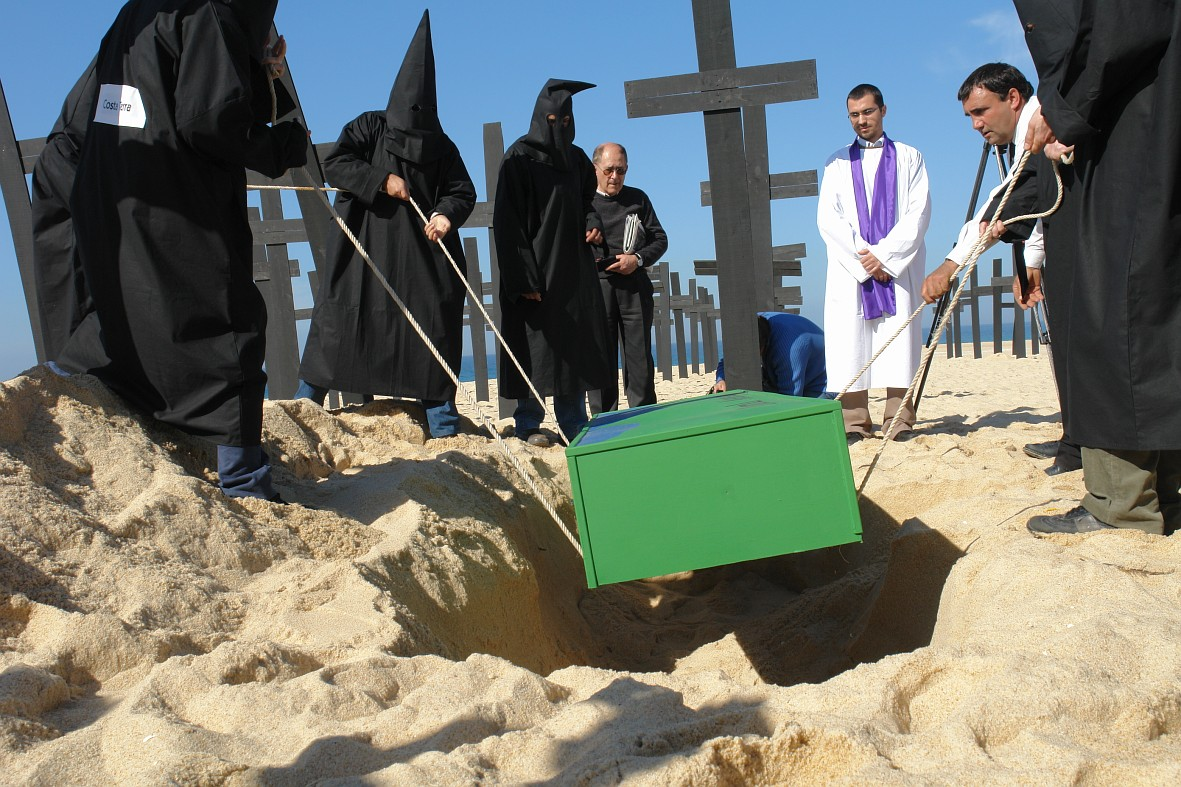
Protestaktion von Quercus gegen den touristischen Ausbau in Schutzzonen der Küste des Alentejo, Februar 2006

## Geschichte
Quercus wurde am 31. Oktober 1985 in der Stadt Braga gegründet.
1992 wurde der Verein mit dem Global 500 Award des Umweltprogramms der Vereinten Nationen ausgezeichnet und erhielt den Orden des Infanten Dom Henrique ehrenhalber von Staatspräsident Mário Soares.
Seit 2004 vergibt die Organisation mit dem Prémio Quercus einen jährlichen Umweltpreis.
2016 gründete sich in der ehemaligen Portugiesischen Kolonie Kap Verde eine erste Schwesterorganisation, die rechtlich und organisatorisch unabhängige Quercus Cabo Verde.

## Ziele und Struktur
Ziele und Grundsätze sind u. a. die Ablehnung von Genfood und der Nutzung der Kernenergie, zudem Abfallvermeidung, die Schaffung eines Bewusstseins für Ressourcenschonung und Reinhaltung von Trinkwasser und die nachhaltige Entwicklung alternativer Energien.
Der Verein ist demokratisch strukturiert und dezentral organisiert. Der Hauptsitz befindet sich heute in Lissabon, darunter gliedert sich der Verein in 18 Regionalgruppen (Núcleos Regionais), auch auf den Azoren und Madeira. Auf letzterer Insel fand nach der Überschwemmungskatastrophe vom Februar 2010 die Kritik des Quercus-Sprechers Hélder Spínola an Bau- und Umweltsünden international Beachtung.

## Kommunikation
Mit „Quercus Ambiente“ gibt die Organisation eine zweimonatliche Zeitung heraus, die zudem als Mitgliederzeitschrift fungiert. Wichtigste Kommunikationsmittel sind darüber hinaus die eigene Homepage und die Seite des Vereins bei Facebook.
Seit 2007 existiert Quercus TV zur Produktion und Verbreitung von Videos im Themenbereich der Organisation.